# USS Chatelain (DE-149)
«Чатлейн» (англ. USS Chatelain (DE-149) — військовий корабель, ескортний міноносець класу «Едсалл» військово-морських сил США за часів Другої світової війни.
«Чатлейн» був закладений 25 січня 1943 року на верфі Consolidated Steel Corporation в Оранджі, де 21 квітня 1943 року корабель був спущений на воду. 22 вересня 1943 року він увійшов до складу ВМС США.
Ескортний міноносець «Чатлейн» брав участь у бойових діях на морі в Другій світовій війні, супроводжував транспортні конвої союзників в Атлантиці. За час війни у взаємодії з іншими протичовновими кораблями потопив два німецьких підводних човнів U-515 і U-546 та взяв участь у захопленні U-505.
За бойові заслуги, проявлену мужність та стійкість екіпажу в боях «Чатлейн» удостоєний п'яти бойових зірок, Президентської відзнаки частині, нашивки за участь у бойових діях, медалей «За Європейсько-Африкансько-Близькосхідну кампанію», «За Американську кампанію» і Перемоги у Другій світовій війні.

## Історія
9 квітня 1944 року північніше острову Мадейра американські ескортні міноносці «Чатлейн», «Флагерті», «Піллсбері» та «Поуп» атакували U-515, вимушіли спливти та відразу човен був розстріляний ракетами «Евенджерів» і «Вайлдкетів» з ескортного авіаносця ВМС США «Гуадалканал» та артилерійським вогнем есмінців.
4 червня біля західного узбережжя Північної Африки тактична група американського флоту у складі ескортного авіаносця «Гуадалканал» та ескортних міноносців «Піллсбері», «Чатлейн», «Флагерті», «Дженкс», «Поуп» атакувала німецький підводний човен U-505. Унаслідок зазнаних від ураження глибинними бомбами з ескортного міноносця «Чатлейн» пошкоджень та обстрілу двох бомбардувальників ««Вайлдкет»» з ескортного авіаносця «Гуадалканал». 1 член німецького екіпажу загинув, 59 врятовані. Після захоплення U-505 був доставлений на Бермуди, де використовувався для секретних випробувань та навчання до травня 1945 року.
24 квітня 1945 року «Чатлейн» взяв участь у проведенні операції «Тірдроп». Під час патрулювання північно-західніше Азорських островів німецьким підводним човном U-546 був затоплений американський ескортний міноносець «Фредерік Девіс». У свою чергу американські есмінці «Флагерті», «Нойнцер», «Чатлейн», «Варіан», «Габбард», «Янсен», «Пілсбарі» та «Кейт» провели контратаку та глибинними бомбами атакували й затопили субмарину противника.